# École nationale supérieure en environnement, géoressources et ingénierie du développement durable

Logo en 2009

L’école nationale supérieure en environnement, géoressources et ingénierie du développement durable (ENSEGID) est l'une des 204 écoles d'ingénieurs françaises accréditées au 1er septembre 2020 à délivrer un diplôme d'ingénieur.
C'est une école de l’Institut polytechnique de Bordeaux, créée par arrêté du 9 février 2011, elle a ouvert en septembre 2011. Elle se situe dans la continuité d’une maîtrise Sciences et Techniques de « Géologie Pratique » créée en 1969 au sein de l’université Bordeaux III.
Ses locaux sont situés sur le domaine universitaire de Talence Pessac Gradignan.
L’école est habilitée par le ministère de l'enseignement supérieur et la Commission des Titres d'Ingénieurs (CTI).

## Historique
Créé en 1969, l'institut EGID-Bordeaux3 a mis en place la maîtrise de sciences et techniques de "Géologie Pratique". En 1989 elle devient la maîtrise « Ingénierie de l'Eau, des Géoressources et de l'Environnement », puis en 1995 dans le cadre de l'Institut Universitaire Professionnalisé (IUP), maîtrise « Génie de l'Environnement ».
En 1989, trois diplômes d'études supérieures spécialisées (DESS, niveau Bac + 5) sont créés : « Ingénierie de l'Image », « Ingénierie de l'Eau » et « Ingénierie des Géoressources et des Risques ».
En 1999 l'EGID emménage  au no 1 Allée Fernand Daguin, dans les anciens locaux du Bureau de Recherches Géologiques et Minières, qui sont transformés pour accueillir l'ensemble des étudiants et des personnels.
En 2007, l'entrée dans le dispositif Licence - Master - Doctorat (LMD) conduit à la création d'un parcours de Licence (niveau L3) intitulé "Ingénierie Environnementale et Gestion des Ressources" et à celle d'un Master Professionnel (niveaux M1 et M2) "Géoressources".
En 2011, l’école nationale supérieure en environnement, géoressources et ingénierie du développement durable est créée.
Les bâtiments historiques étant actuellement en reconstruction, l'école rejoint temporairement en septembre 2019 les locaux de l'ENSEIRB-Matmeca. La livraison est prévue pour septembre 2021.
Les locaux ont finalement ouvert leurs portes à la rentrée de septembre 2022, délocalisant  la Prépa des INP (CPP) à l'ENSEIRB-MATMECA.

## Enseignement
L’ENSEGID forme des ingénieurs dans les domaines de la recherche, de l’exploitation et de la gestion raisonnée des ressources naturelles, dans une démarche de développement durable.
L’objectif de l’école est de transmettre des valeurs et  former des ingénieurs aptes à décider, élaborer et répondre aux enjeux du secteur des géoressources, des ressources en eau et de la gestion de l’environnement.
La formation de l'ENSEGID est pluridisciplinaire et repose sur : une connaissance approfondie du milieu naturel, une maîtrise des outils scientifiques, une capacité d’intégration du contexte global et du développement durable, une pratique du travail en équipe et une connaissance du milieu professionnel.
La formation comporte tous les aspects pluridisciplinaires nécessaires aux questions de gestion de l'environnement, mais ce qui fait avant tout sa spécificité c'est la part majeure consacrée aux études de terrain et aux projets professionnels.
L'ENSEGID propose 3 options de spécialisation en 3e année :
- Gestion de l'environnement
- Ressources en eau
- Géologie

## Admissions
L'ENSEGID recrute ses élèves-ingénieurs selon 3 modes d'admissions.
Sur concours : pour les élèves des classes préparatoires BCPST à la suite du concours G2E.

Via les Cycles Préparatoires intégrés
- Les élèves de terminale peuvent postuler la classe préparatoire CPBx dans post-bac mention ENSEGID
- Les élèves en fin de 2e année des classes préparatoires des INP peuvent postuler l'ENSEGID

Sur dossier
L'école recrute en 1re année des élèves titulaires d'un DUT, d'un BTS ou d'une licence scientifique et technologique, correspondant au domaine scientifique de l'école.
L'admission en 2e année est ouverte aux étudiants titulaires d'une 1re année de master scientifique et technique.

## Recherche et relations industrielles
Les activités recherche de l'école s'appuient fortement sur deux unités de recherche habilitées par le Ministère (2011-2014) et adossées à l'Institut Polytechnique de Bordeaux et à l'Université de Bordeaux 3 :
- EA « Géoressources et Environnement »
- UMR Aménagement, Développement, Environnement, Santé et Sociétés (ADESS, UMR 5185)

Ces activités de recherche ont un double caractère :
- Recherche Appliquée par un lien fort avec le monde industriel et professionnel ;
- Recherche Fondamentale en relation avec des projets institutionnels.

D'autre part, ces deux unités s’intègrent au sein de l’École Doctorale "Montaigne Humanités" - Bordeaux 3